# 確定性效應
確定性效應（英語：Certainty effect），一種認知偏誤帶來的心理效應，人類對於確定與可能的結果，有給與不同評價的傾向。而對於不可能與低可能性的結果，可能做出過度高估的反應，則稱可能性效應（Possibility Effect）。這個結果不是來自邏輯推導，主要來自風險厭惡的心理。最早由丹尼尔·卡内曼與阿摩司·特沃斯基提出，他們用展望理論與框架效應來解釋這個結果。這個效應可被用來解釋阿萊悖論，並說明預期效用理論的缺陷。

## 實驗
丹尼尔·卡内曼與阿摩司·特沃斯基在1986年發表的論文中，根據阿萊悖論，設計出一項實驗以說明確定性效應對人類的影響：
他們提供兩個方案，供參與實驗者選擇：
- A. 確定可以獲得 $30
- B. 80%的機會獲得 $45，但20%的機會一無所獲

根據實驗結果，有78%的人會選擇A方案。但是根據預期效用理論，B方案的預期效用（$45*80%+0*20%=36）大於A方案。這個實驗顯示，在這個狀況下，人類會對確定性的事物給與較高權重。
之後，他們進行第二個方案選擇：
- C. 25%的機會獲得 $30，75%的機會一無所獲
- D. 20%的機會獲得 $45，80%的機會一無所獲

在這次實驗中， 42%的參與者選擇 C方案，而58%的人選擇 D方案。
第二次實驗，把第一次實驗兩個方案的發生機率同時減少到1/4，保持預期效用不變。但是參與者的選擇，由風險趨避，轉向於風險愛好。